# Кравиц, Сай
Сай Кравиц (англ. Sy Kravitz, имя при рождении — Сеймур Кравиц; 1924—2005) — американский режиссёр и продюсер журнала новостей на американском канале «NBC TV News», отец Ленни Кравица.

## Биография
Родился 10 декабря 1924 года в Бруклине, Нью-Йорк, в еврейской семье, выходцев из Киева, Украина.
Сай Кравиц служил в морской пехоте США во время Второй мировой войны.
Его младший брат — Леонард — участник войны в Корее, кавалер медали Почёта.
Умер 29 октября 2005 года в Нью-Йорке от лейкемии.

### Семья
Дважды был женат:
- Erika (1948—?), развелся, двое детей.
- Рокси Рокер (1962—1985), развёлся, сын — Ленни Кравиц.  
  - Внучка — Зои Кравиц.